# نيكولاس رويشي
نيكولاس رويشي (بالروسية: Никола́й Константи́нович Ре́рих)‏ المعروف أيضًا باسمه نيكولاي كوستانتينوفيتش ريرك، رسام روسي، وكاتب، وعالم آثار، ومتصوف ثيوصوفي، وفيلسوف، وشخصية عامة. تأثر في شبابه بالحركة الفنية الرمزية في المجتمع الروسي والتي تمحورت حول الروحانيات. اشتملت قائمة اهتماماته على التنويم المغناطيسي والممارسات الروحية، ويُقال بأن لوحاته تترك أثرًا منوّمًا.
وُلد رويريتش في سانت بطرسبرغ، في روسيا، لعائلة ثرية، إذ كان والده كاتب عدل ألماني بلطيقي، ووالدته روسية. عاش رويريتش في عدة أماكن حول العالم، حتى وفاته في ناغار في ولاية هيماجل برديش الهندية. تلقى رويريتش تدريبًا في الفن والمحاماة، ولهذا تركزت اهتماماته الأساسية بالأدب، والفلسفة، وعلم الآثار، وخصوصًا الفنون. كان رويريتش ناشطًا مخلصًا لقضية الحفاظ على الفن والعمارة خلال أوقات الحروب. رُشّح عدة مرات لقائمة طويلة من جوائز نوبل للسلام. في أبريل من العام 1935، جرى إقرار معاهدة رويريتش كقانون في الولايات المتحدة الأمريكية وفي العديد من الدول الأعضاء في منظمة الدول الأمريكية.

## سيرة حياته

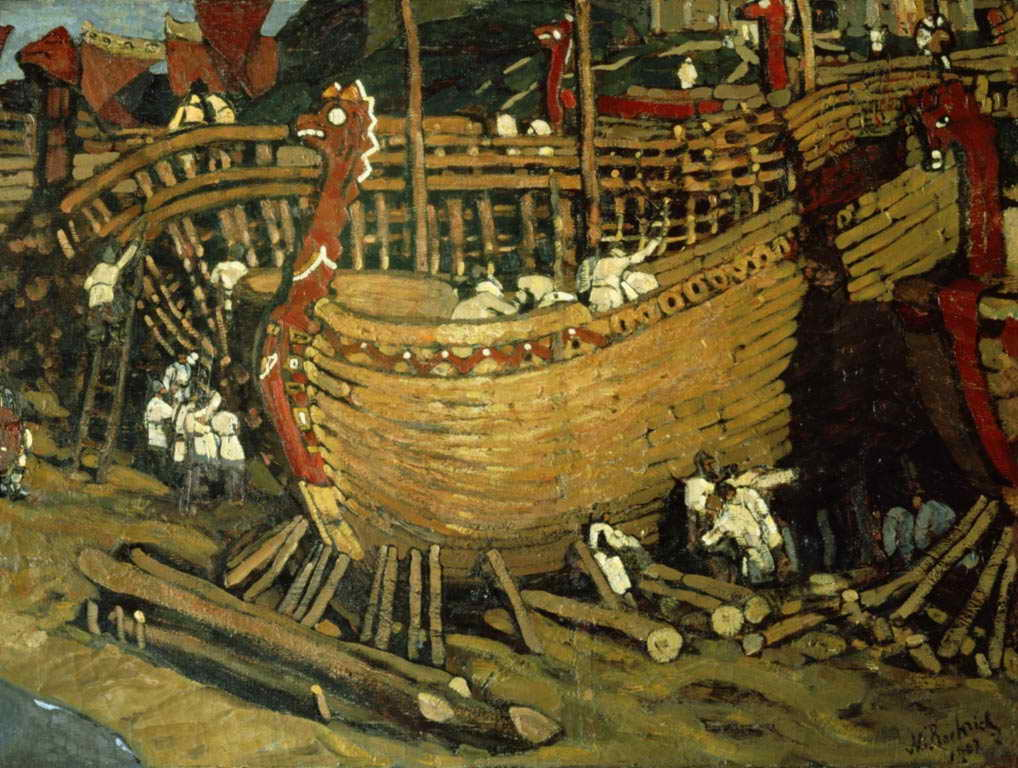
بناء السفن - لوحة لرويشي

### سنواته المبكرة
بحكم نشأته في سانت بطرسبرغ في أواخر القرن التاسع عشر، فقد التحق رويريتش بجامعة بطرسبرغ والأكاديمية الإمبراطورية للفنون في العام 1893 في الآن ذاته. مُنح رويريتش لقب «فنان» في العام 1987، ودرجة المحاماة في السنة التالية. وبصورة سريعة تمكن من الحصول على وظيفة في الجمعية الإمبراطورية لتشجيع الفنون، التي أدار مدرستها من العام 1906 حتى العام 1917. رغم المشاحنات المبكّرة مع المجموعة، فقد أصبح رويريتش عضوًا في جمعية سيرغي دياغليف المسماة «عالم الفن»؛ وترأس الجمعية من 1910 حتى 1916.
من ناحية فنية، عُرِف رويريتش كأحد أكثر فناني عصره موهبة في تصوير تاريخ روسيا القديم، وهو الموضوع الذي كان متّسقًا مع اهتمامه مدى الحياة بعلم الآثار. ونجح رويريتش في عمله كمصمم ديكور مسرحي، وحقق شهرة واسعة كأحد مصممي شركة دياغليف، باليه روس. أما تصميماته الأكثر شهرة فقد كانت لأوبرا ألكساندر بورودين، المعنونة الأمير إيغور (1909، والمُنتجة لاحقًا)، والأزياء والتجهيزات لحفلة أوركسترا الباليه شعائر الربيع (1913)، التي ألفها إيغور سترافينسكي.
يعتبر رويرتش، جنبًا إلى جنب مع ميخائيل فروبيل وميخائيل نيستيروف، ممثلًا رئيسيًّا لحركة الرمزية الروسية في الفن. منذ فترة مبكرة في حياته، تأثر رويريتش بالنصوص الدينية المنتحلة والكتابات القروسطية مثل كتاب الحمامة الغامض.
إضافة إلى ما سبق، انصب اهتمام رويريتش على فن العمارة. طوال سنوات نشاطه في قضية الحفاظ على الآثار الفنية والمعمارية، استمدّ رويريتش إلهامه من كتابه المحتفى به «دراسات في العمارة» (1904-1905)، والذي احتوى على عدة لوحات رسمها للقلاع، والأديرة، والكنائس، وغيرها من الصروح التي شاهدها خلال رحلتين طويلتين جاب خلالهما روسيا. علاوة على ذلك، صمم رويريتش فنًّا ذا طابع ديني لأماكن العبادة في جميع أرجاء روسيا وأوكرانيا، أشهرها التصوير الجصّي ملكة السماء في كنيسة الروح القدس التي بنتها راعيتها الأميرة ماريا تينشيفا قرب ضيعتها في قرية تالاشكينو؛ ونوافذ الزجاج المزخرف في معبد داتسان جانزيتشيني البوذي من 1913-1915. كانت تصميماته لكنيسة تالاشكينو ذات طبيعة راديكالية لدرجة أن الكنيسة الأرثوذكسية رفضت تدنيس البناء بتلك التصميمات.
في بدايات العقد الأول من القرن العشرين، وبشكل جزئيّ بسبب تأثير زوجته هيلينا، نمى لدى رويريتش اهتمام بالأديان الشرقية، والعقائد البديلة (عن المسيحية) مثل الثيوصوفيا. انكبّ رويريتش وزوجته على قراءة مقالات شخصيات الفيدانتا، راماكريشنا وسوامي فيفي كاناندا، وشعر روبندرونات طاغور، والكتاب الهندي المقدس البهاغافاد غيتا.
تزايد التزام رويريتش وزوجته بالروحانية المتصوفة بشكل مضطرد، وتكثف التزامهما خلال الحرب العامية الأولى، والثورة الروسية في العام 1917، واللائي نسب إليها الزوجان، على غرار غيرهما من المفكرين والمثقفين الروس، نسبا إليها أهمية مرتبطة بنهاية العالم. يمكن العثور على تأثير الفيدانتا، والبوذية، وغيرهما من المواضيع الباطنية في العديد من رسومات رويريتش والقصص القصيرة والقصائد التي كتبها في الفترة السابقة على ثورات العام 1917 وما تبعها، بما في ذلك سلسلة أزهار موريا، التي بدأها في العام 1907 وأتمها في العام 1921.

## روابط خارجية
- نيكولاس رويشي على موقع الموسوعة البريطانية (الإنجليزية)
- نيكولاس رويشي على موقع ميوزك برينز (الإنجليزية)
- نيكولاس رويشي على موقع ميوزك برينز (الإنجليزية)